# 小行星5571
小行星5571（5571 Lesliegreen）是一颗围绕太阳公转的小行星。1978年6月1日，卡爾·沃爾特·坎珀（Karl Walter Kamper）在拉西拉天文台发现了此天体。
这颗小行星的绝对星等为205.10721等。